# Eugeniusz Kubiak
Eugeniusz Kubiak (Poznan, Polonia; 25 de mayo de 1939 – 17 de noviembre de 2024) fue un remero polaco.

## Carrera
Militó en los equipos PTW Tryton Pozna y Zawisza Bydgoszcz en la década de 1960 donde llegó a ser campeón nacional en individual en 1961 y 1967 y en parejas en 1960 y 1964.
A nivel europeo participó en tres ocasiones, todas a nivel individual:
- 1963 - Quinto lugar
- 1964 - Quinto lugar
- 1965 - Cuarto lugar

En Juegos Olímpicos participó en la edición de Tokio 1964 en el evento individual donde terminó en tercer lugar entre cuatro participantes en la semifinal, puesto que repitió en el repechaje; finalizando en la 13° posición en la clasificación general.